# Voluntis
Voluntis est un fabricant de logiciels médicaux qui aident les patients à gérer leurs maladies chroniques. Ces logiciels s'inscrivent dans la démarche des thérapies digitales et se composent d'applications mobiles pour le patient et d'applications web correspondants pour les professionnels de santé. 
Voluntis développe notamment des dispositifs médicaux tels que Diabeo, logiciel médical web et mobile destiné aux diabétiques pour les aider à calculer les doses d’insuline à s’injecter au quotidien. Diabeo est développé conjointement avec le Centre d’étude et de recherche pour l’intensification du traitement du diabète et Sanofi.
En 2015, Voluntis a annoncé un partenariat avec Roche France en vue de développer une première solution de suivi connecté pour aider les patientes atteintes d'un cancer du sein. Voluntis a également signé un partenariat avec AstraZeneca pour tester un service digital d'accompagnement pour les femmes atteintes d'un cancer de l'ovaire. 
Enfin, Voluntis est partenaire technique de l'Etude-NutriNet Santé.